# جایزه سینمایی ام‌تی‌وی ۱۹۹۲
جایزه سینمایی ام‌تی‌وی ۱۹۹۲ در ۱۰ ژوئن ۱۹۹۲ برگزار شد.

## اجرا کنندگان
- ان ووگ — "My Lovin' (You're Never Gonna Get It)"
- آگلی کید جو — "Everything About You"
- ارستد دولوپمنت — "Tennessee"
- وینس نیل — "You're Invited (But Your Friend Can't Come)"

## جوایز

### بهترین فیلم
نابودگر ۲: روز داوری
- بازافروختگی (فیلم)
- پسرا و محله
- جی‌اف‌کی (فیلم)
- رابین هود: شاهزادهٔ دزدان

### بهترین اجرای مرد
آرنولد شوارتزنگر – نابودگر ۲: روز داوری
- کوین کاستنر – رابین هود: شاهزادهٔ دزدان
- رابرت دنیرو – تنگه وحشت (فیلم ۱۹۹۱)
- وال کیلمر – درها (فیلم)
- رابین ویلیامز - فیشر کینگ

### بهترین اجرای زن
لیندا همیلتون – نابودگر ۲: روز داوری
- جینا دیویس – تلما و لوییز
- ربکا د مورنی – The Hand That Rocks the Cradle
- مری الیزابت ماسترانتونیو – رابین هود: شاهزاده دزدان
- جولیا رابرتس – جوان‌مرگ

### بهترین مرد مورد علاقه
کیانو ریوز – Point Break
- کوین کاستنر – رابین هود: شاهزادهٔ دزدان
- کریستین اسلیتر – Kuffs
- پاتریک سوویزی – Point Break
- ژان کلود ون دم – ضربه دوجانبه

### بهترین زن مورد علاقه
لیندا همیلتون – نابودگر ۲: روز داوری
- کریستینا اپل‌گیت – Don't Tell Mom the Babysitter's Dead
- کیم بسینگر – تحلیل نهایی
- تیا کریر – Wayne's World
- جولیا رابرتس – جوان‌مرگ

### بهترین اجرا
ادوارد فرلانگ – نابودگر ۲: روز داوری
- آنا کلامسکی – My Girl
- کمپبل اسکات – جوان‌مرگ
- آیس-تی – New Jack City
- کیمبرلی ویلیامز-پیزلی – پدر عروس (فیلم ۱۹۹۱)

### بهترین اجرای دوتایی
دانا کاروی و مایک مایرز – Wayne's World
- دیمون وینز و بروس ویلیس – آخرین پسر پیش‌آهنگ
- آنا کلامسکی و مکالی کالکین – My Girl
- کوین کاستنر و مورگان فریمن – رابین هود: شاهزادهٔ دزدان
- جینا دیویس و سوزان ساراندون – تلما و لوییز

### بهترین تبه‌کار
ربکا د مورنی – The Hو That Rocks the Cradle
- رابرت دنیرو – تنگه وحشت (فیلم ۱۹۹۱)
- رابرت پاتریک – نابودگر ۲: روز داوری
- آلن ریکمن – رابین هود: شاهزادهٔ دزدان
- وسلی اسنایپس – New Jack City

### بهترین اجرای کمدی
بیلی کریستال – City Slickers
- دانا کاروی – Wayne's World
- استیو مارتین – پدر عروس (فیلم ۱۹۹۱)
- بیل مری – What About Bob?
- مایک مایرز – Wayne's World

### بهترین ترانهٔ فیلم
برایان آدامز — "(هرچه می‌کنم) به‌خاطر تو می‌کنم" (from رابین هود: شاهزادهٔ دزدان)
- ام‌سی همر — "Addams Groove" (from The Addams Family)
- Color Me Badd — "I Wanna Sex You Up" (from New Jack City)
- اریک کلپتون — "اشک‌ها در بهشت" (from راش (فیلم ۱۹۹۱))
- گانز ان رزز — "You Could Be Mine" (from نابودگر ۲: روز داوری)

### بهترین بوسه
آنا کلامسکی و مکالی کالکین – My Girl
- آنجلیکا هیوستون و رائول هولیا – The Addams Family
- آنت بنینگ و وارن بیتی – باگزی
- جولیت لوئیس و رابرت دنیرو – تنگه وحشت (فیلم ۱۹۹۱)
- پریسیلا پریسلی و لسلی نیلسن – The Naked Gun 2½: The Smell of Fear

### بهترین صحنهٔ اکشن
L.A. Freeway Scene – نابودگر ۲: روز داوری
- Burning Building/Escape Through Old Tunnel – بازافروختگی (فیلم)
- Roof Scene – The Hard Way
- Helicopter Blades Sequence – آخرین پسر پیش‌آهنگ
- Second Jump from the Plane – Point Break

### بهترین فیلم‌ساز جدید
- جان سینگلتون – پسرا و محله

### جایزهٔ دستاورد تمام عمر
- جیسون ورهیز – جمعه ۱۳ام series